# Astragalus atropatana
Astragalus atropatana es una especie de planta herbácea perteneciente a la familia de las leguminosas. Es originaria de Asia.
Es un arbusto perennifolio que se encuentra en Irán.

## Taxonomía
Astragalus atropatana fue descrita por (Bunge) Podlech y publicado en Mémoires de l'Académie Impériale des Sciences de Saint Pétersbourg, Septième Série (Sér. 7) 15(1): 138. 1869.
Etimología
Astragalus: nombre genérico derivado del griego clásico άστράγαλος y luego del Latín astrăgălus aplicado ya en la antigüedad, entre otras cosas, a algunas plantas de la familia Fabaceae, debido a la forma cúbica de sus semillas parecidas a un hueso del pie.
atropatana: epíteto
Sinonimia
- Astragalus atropatanus Bunge